# 大井镇 (江安县)
大井镇，是中华人民共和国四川省宜宾市江安县下辖的一个乡镇级行政单位。

## 行政区划
大井镇下辖以下地区：
大井社区、大井村、小井村、保加村、中坝村、中和村、九角村、友好村、新房村、来凤村、龙坝村、小流村、太平村、劳动村、泥溪村、兴伏村、大房村、五丰村、丰收村、建国村、集龙村、铜锣村和九龙村。